# Apartadó
Apartadó är en kommun och stad i Colombia.   Den ligger i departementet Antioquia, i den nordvästra delen av landet. Antalet invånare i kommunen är 144 283 med 123 626 invånare i staden år 2008. Staden är departementets största utanför Medellíns storstadsområde.